# 豊中グラウンド
豊中グラウンド（とよなかグラウンド）は、かつて大阪府豊能郡豊中村（現・豊中市）にあった多目的グラウンド。「豊中運動場」や「豊中球場」とも呼ばれた。
跡地は住宅地となっているが、跡地北側に「高校野球発祥の地記念公園」が設けられている。

## 概要
- 1913年（大正2年）5月1日、関西初の野球場として[1]。箕面有馬電気軌道（現・阪急電鉄）によって建設された。敷地は1辺約140mの正方形、面積約2万m2 (=2ヘクタール (ha))で、周囲に高さ約1mの塀をめぐらせていた。1周400mのトラックや傾斜のついた木製の観客席を備え、陸上競技、野球、ラグビー、サッカーなどに対応した。
  - 同年9月に最寄駅となる豊中駅が開業。なお、それまで豊中村内には岡町駅しかなかった。
- 1915年（大正4年）、グラウンド稼働率を上げたい箕面有馬電気軌道と、激しい拡販競争を大阪毎日新聞（現・毎日新聞大阪本社）との間で繰り広げる大阪朝日新聞（現・朝日新聞大阪本社）の思惑が一致し、同年8月に第1回全国中等学校優勝野球大会が開催された。
  - 箕面有馬電気軌道の吉岡重三郎がスポーツイベント開催の相談で大阪朝日新聞の田村木国を訪ねたところ、田村が中等学校野球の全国大会（現・全国高等学校野球選手権大会）の開催を提案した。なお、大阪毎日新聞は1908年（明治41年）より中等学校庭球の全国大会（現・全国高等学校総合体育大会テニス競技大会）の主催者だった。
  - 当時の豊中グラウンドには木造の仮設席が設えられ、バックネット相当部分には女性専用座席を設置。またスタンド上部に天幕とよしずを敷設して快適な環境で観戦してもらうよう工夫された。
- 1916年（大正5年）8月、第2回全国中等学校優勝野球大会が開催されたが、諸問題[注釈 1]を理由に、豊中グラウンドでの開催は今大会限りで終了となった。ただし、1921年（大正10年）まで中等学校優勝野球大会の予選会場として使用された記録が残されている。
  - 同年3月に阪神電気鉄道（阪神）が兵庫県武庫郡鳴尾村（現・西宮市）の鳴尾競馬場馬場内に鳴尾球場を開設し、翌1917年（大正6年）の第3回全国中等学校優勝野球大会は鳴尾球場で開催されることとなった。
- 1918年（大正7年）1月、第1回日本フートボール優勝大会（現・全国高等学校ラグビーフットボール大会及び全国高等学校サッカー選手権大会）が開催された。なお、主催者は大阪毎日新聞であった。
  - 同年2月に箕面有馬電気軌道が阪神急行電鉄（阪急）と改称。
- 1922年（大正11年）6月、阪急は豊中グランドに代わる新しい多目的グラウンドとして兵庫県川辺郡小浜村（現・宝塚市）に宝塚球場（「宝塚グラウンド」や「宝塚運動場」とも呼ばれた）を建設。日本フットボール優勝大会も翌1923年（大正12年）の第6回大会から宝塚グラウンドで開催されることとなった。豊中グラウンドは再造成されて周辺の住宅地と一体になった[3]。
- 1988年（昭和63年）に全国高等学校野球選手権大会が70回を迎えたことを記念して[4]豊中市と全国中等学校優勝野球大会を共催した日本高等学校野球連盟・朝日新聞社によって「高校野球メモリアルパーク」が豊中グラウンド跡地北側に開設され、日本高等学校野球連盟から豊中市に寄贈された。[5]。
- 2002年（平成14年）に豊中市と毎日新聞社・全国高等学校体育連盟・日本ラグビーフットボール協会による「全国高校ラグビー発祥の地」のモニュメントが豊中駅前広場に設置された。
- 2017年（平成29年）4月6日に豊中市によって「高校野球メモリアルパーク」が再整備され「高校野球発祥の地記念公園」となった[6]。
- 高校サッカーにおいても全国大会の源流の地であるが、開催時は全国大会と呼べるものではなかったためか対応はしていない。

## 高校野球発祥の地記念公園
1988年の第70回全国高等学校野球選手権大会を記念し、豊中グラウンド跡地北側に「高校野球メモリアルパーク」として整備された。2017年4月6日に再整備され、「高校野球発祥の地記念公園」となった。再整備では面積が約4倍 (114平米→445平米)に拡大され。グランド跡地の住民から寄贈された赤レンガを一部使って公園にレンガ塀を新設し、公園と道を挟んだ東側の遊歩道に夏の大会の歴代優勝・準優勝校の校名を記したプレートを設置した

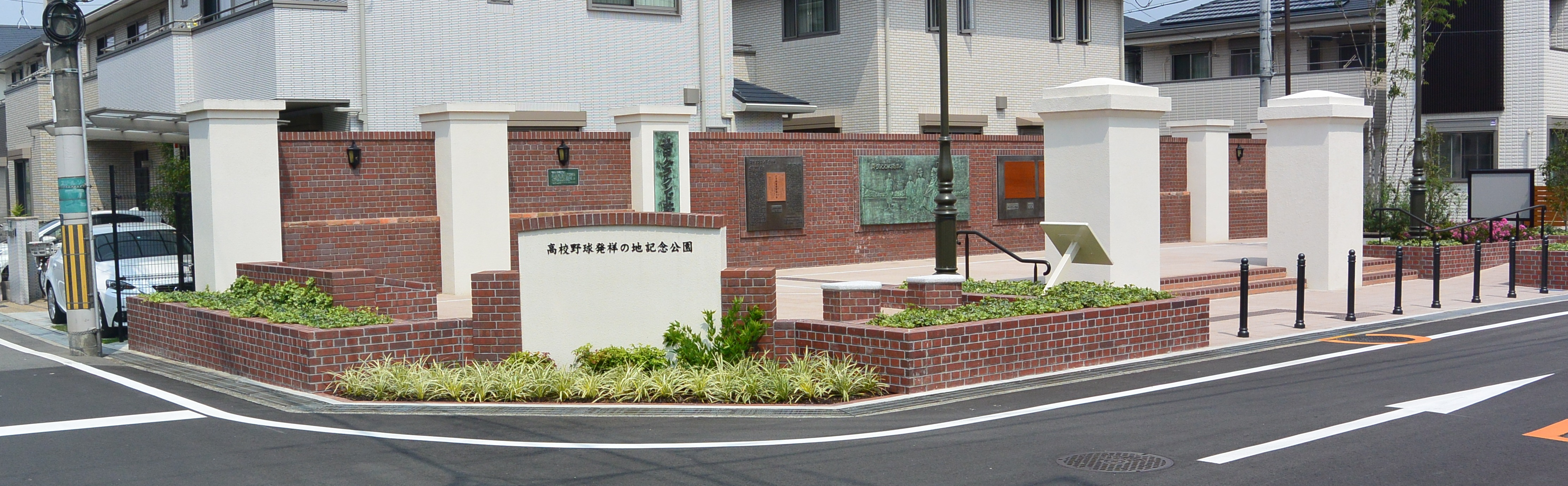
2017年に再整備され拡張された高校野球発祥の地記念公園の全景
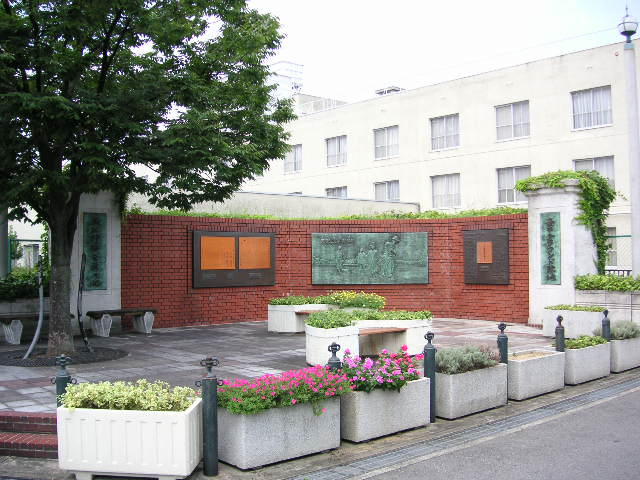
再整備前のメモリアルパーク全景(2006年8月27日撮影)
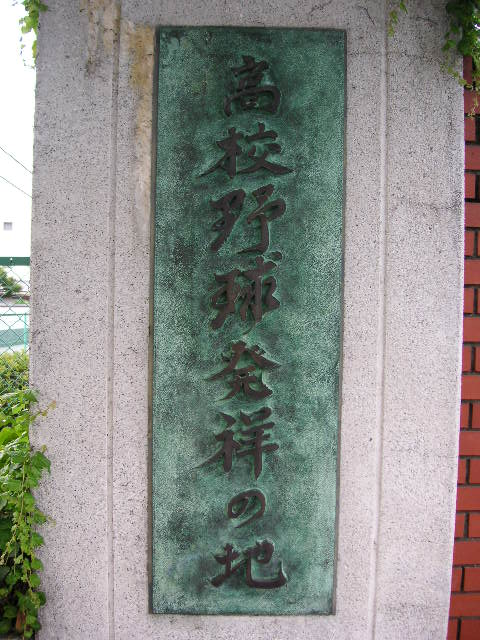
豊中グラウンド跡地の高校野球発祥の地のレリーフ
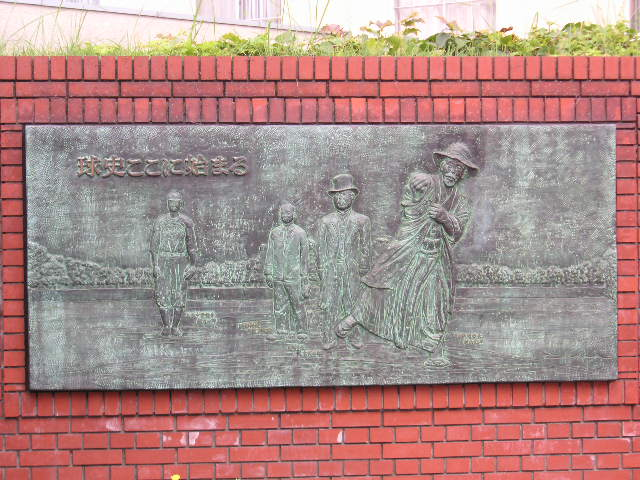
豊中グラウンド跡地の第1回大会始球式の風景のレリーフ
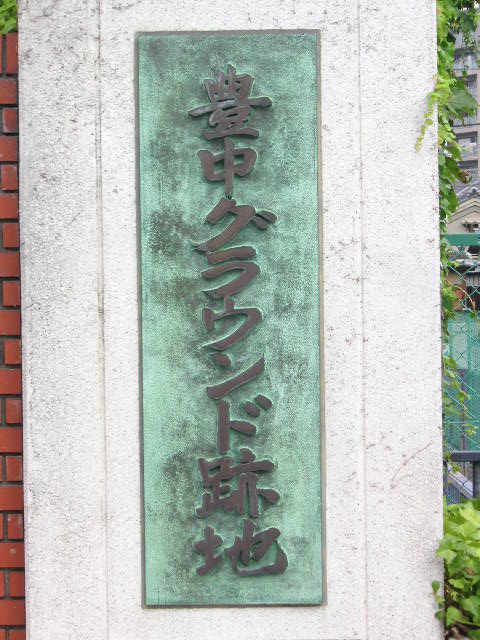
豊中グラウンド跡地のレリーフ
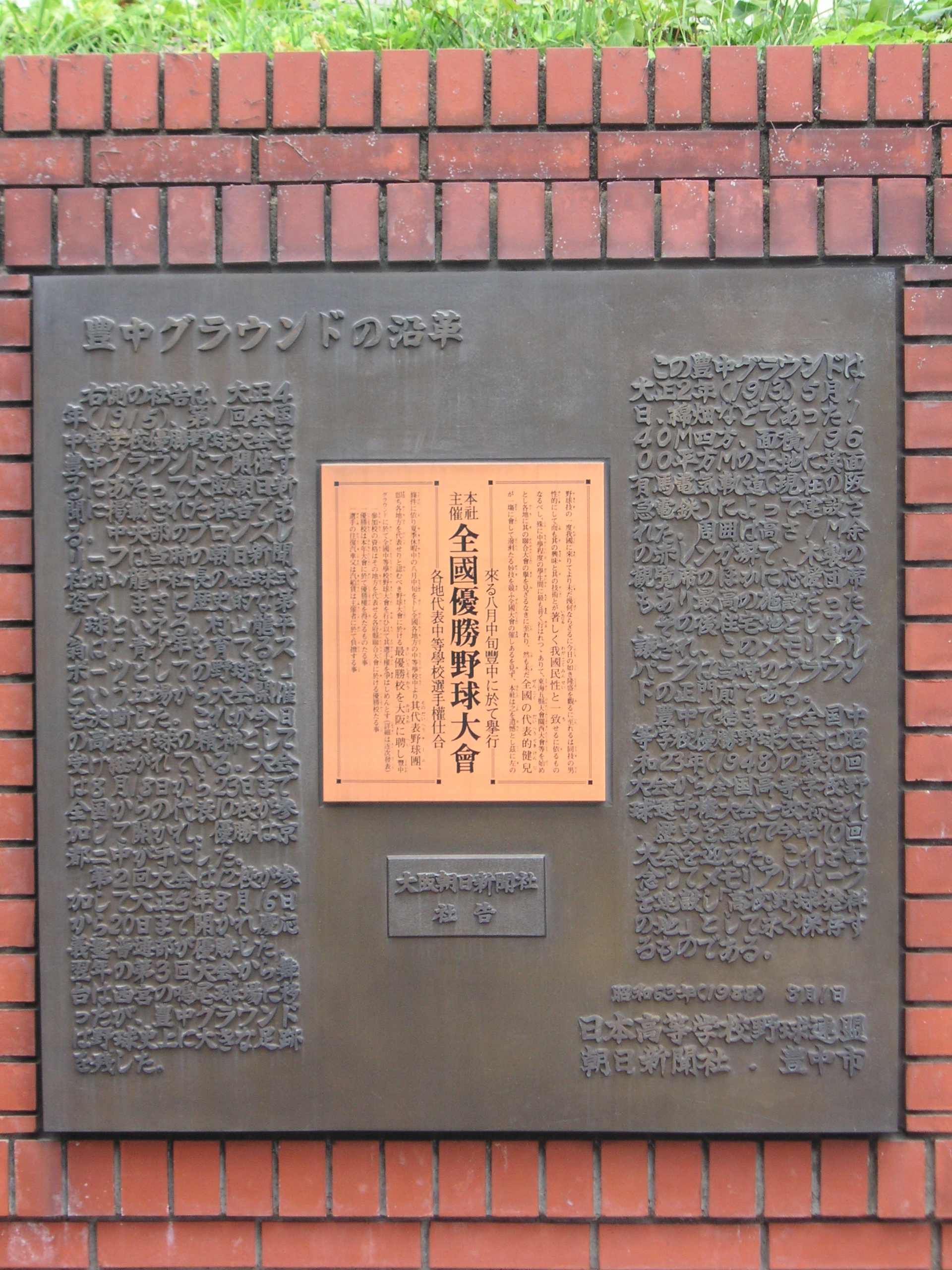
豊中グラウンド跡地の豊中グラウンドと高校野球の沿革のレリーフ
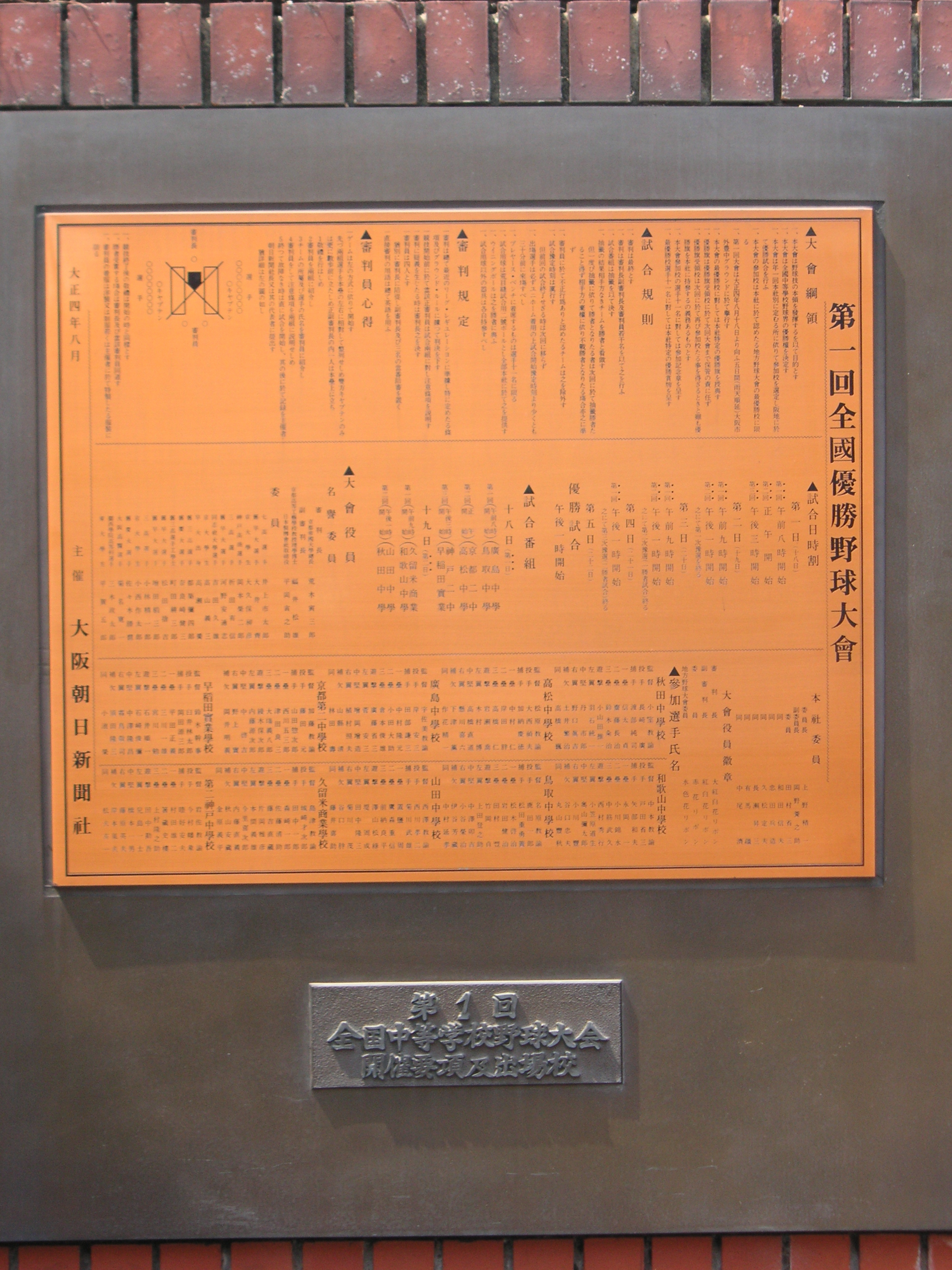
豊中グラウンド跡地の第1回高校野球大会に関するレリーフ
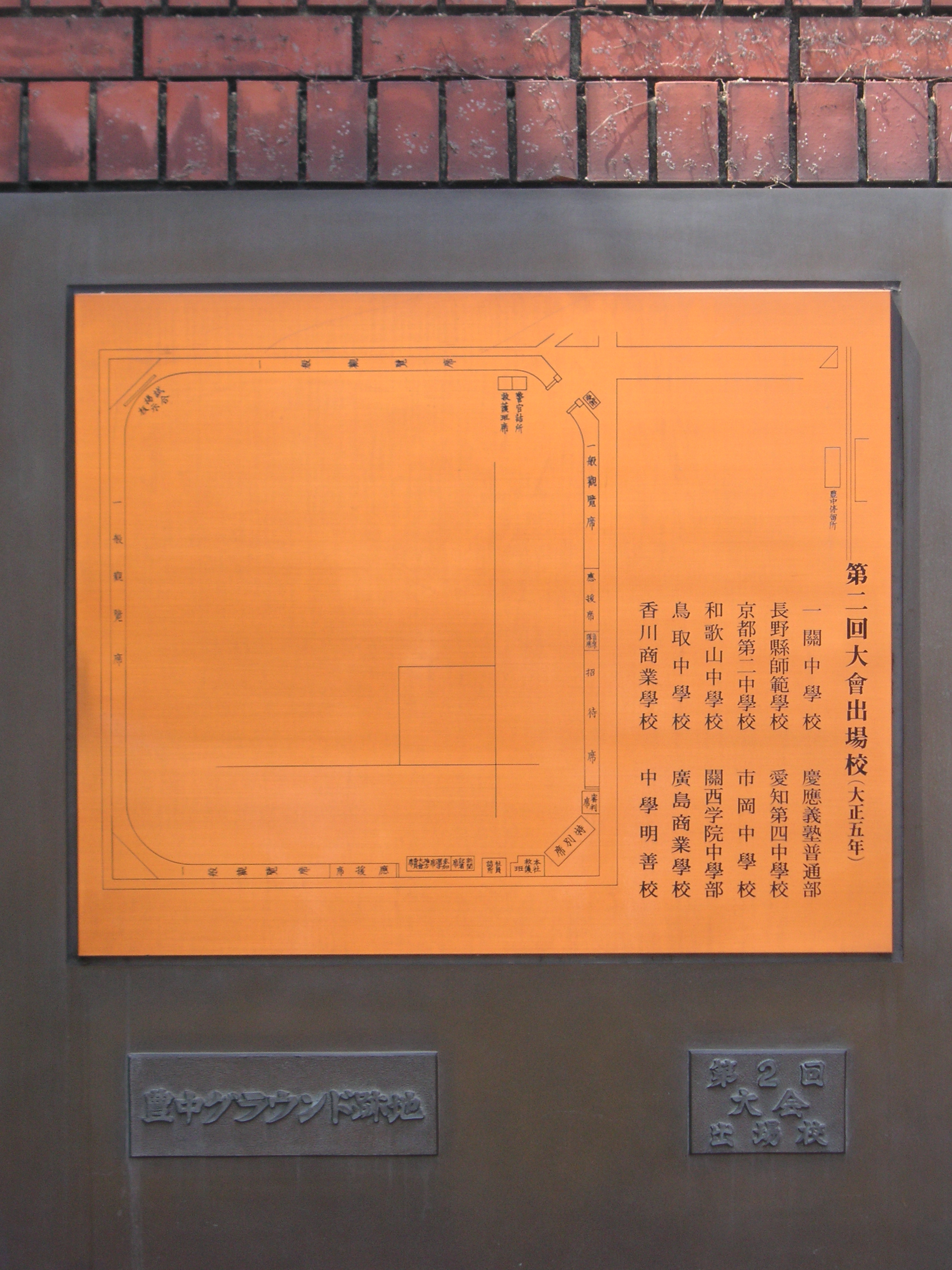
豊中グラウンド跡地の豊中グラウンド全景と第2回高校野球大会に関するレリーフ
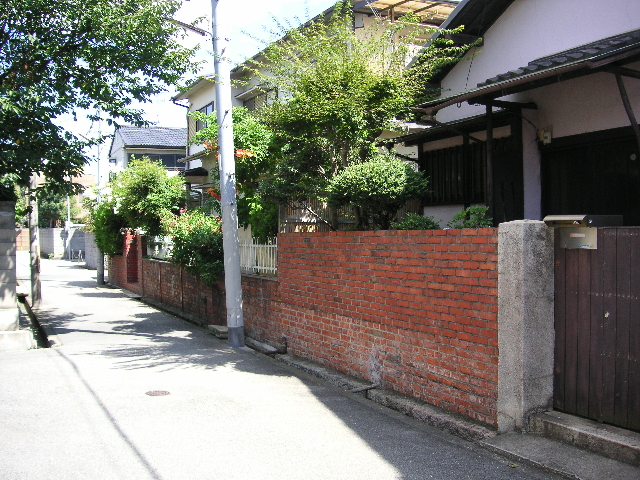
豊中グラウンドの塀の跡と言われている住宅のレンガ塀（西側）
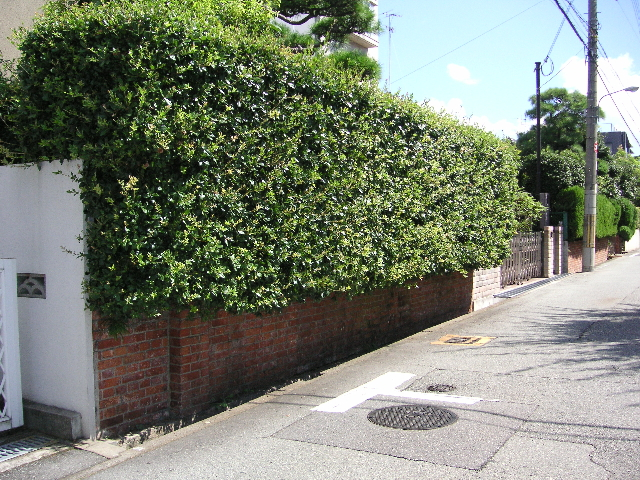
豊中グラウンドの塀の跡と言われている住宅のレンガ塀（南側）